# Cozy Little Christmas
„Cozy Little Christmas“ je vánoční píseň americké zpěvačky Katy Perry. Byla zveřejněna exkluzivně pro Amazon Music 15. listopadu 2018 a 1. listopadu 2019 na všechny ostatní platformy. Videoklip byl vydán 2. prosince 2019. Píseň pojednává o Perry a její rodině, jak prožívali předvánoční čas v Kodani. Text písně vzkazuje, že nadělování dárků není důležitější než láska.
Je to její už druhá vánoční píseň po „Every Day Is a Holiday“ z roku 2015.

## Profesionální kritika
Mike Wass z Idolator to nazval „roztomilé, vychtlavé a velmí rozkošné“. Marina Pedrosa z Billboard řekla, že „Perryiny vokály jsou radostné a sametové jako vždy.“
Zac Gelfand pro Consequence of Sound napsal, že „Cozy Little Christmas“ je pro Perry „náležitým krokem zpátky a hluboce procítěné“ a „jednoduchá, temperametní, sváteční milostná píseň, sloužící jako odechnutí od několika těžkých měsíců“. Napsáno pro MTV News, Madeline Roth vyslovila tuhle „temperametní hudbu“ jako „mocně útulné“, přidávajíc že „tahle oslavná malá melodie bude publiku po celém světě příjemná“.

## Žebříčky úspěšnosti
| Země                                          | Pozice (2018) |
| --------------------------------------------- | ------------- |
| Chorvatsko (HRT)                              | 20            |
| UK (Official Charts Company)                  | 23            |
| US Billboard Hot 100                          | 53            |
| US Adult Contemporary (Billboard)             | 1             |
| US Bubbling Under Hot 100 Singles (Billboard) | 8             |